# Daymí Ramírez
Daymi de La Caridad Ramirez Echevarria, (Havana, 8 de outubro de 1983) é uma jogadora de voleibol cubana.
Jogando na posição de oposta, disputou os Jogos Olímpicos de Atenas 2004, onde obteve a medalha de bronze, em 2007 foi ouro nos Jogos Pan-Americanos do Rio em 2008 ficou com a medalha de prata no Grand Prix de Yokohama. Teve passagens pelos clubes brasileiros Praia Clube (2010-2011), Minas (2011-2012) e Volei Amil (2012-2013). Terminou a temporada 2013 defendo o Igtisadchi Baku do Azerbaijão, teve uma passaegem pelo modesto Fujian da China e em 2014 foi contratada pelo Halkbank da Turquia para o resto de temporada. 

## Clubes
| Clube           | País       | De   | Até  |
| Praia Clube     | Brasil     | 2010 | 2011 |
| Minas           | Brasil     | 2011 | 2012 |
| Vôlei Amil      | Brasil     | 2012 | 2013 |
| Igtisadchi Baku | Azerbaijão | 2013 | 2014 |
| Praia Clube     | Brasil     | 2014 |      |

## Prêmios individuais
- Melhor atacante do Montreux Volley Masters de 2008
- Melhor atacante do Grand Prix de Voleibol de 2008